# Andy Burnham
Andy Burnham, egentligen Andrew Murray Burnham, född 7 januari 1970 i Aintree, är en brittisk politiker inom Labour. Han var parlamentsledamot för valkretsen Leigh i Wigan från 2001 till 2017. I juni 2007 blev han vice finansminister (Chief Secretary to the Treasury), i januari 2008 kulturminister, och juni 2009–maj 2010 var han hälsominister.
Efter Ed Milibands avgång som partiledare efter parlamentsvalet 2015 ställde Burnham upp som partiledarkandidat. I partiledarvalet kom han på andra plats med 19% av rösterna, bakom segraren Jeremy Corbyn.
Sedan maj 2017 är Burnham borgmästare för Greater Manchester. Han valdes med 63 procent av rösterna.